# Barbatula pindus
Oxynoemacheilus pindus là một loài cá vây tia thuộc họ Balitoridae. Loài này chỉ có ở Hy Lạp. Môi trường sống tự nhiên của chúng là sông ngòi.
Chúng hiện đang bị đe dọa vì mất môi trường sống.